# Escudo de Osetia del Sur

Escudo de Osetia del Sur.

El escudo de Osetia del Sur, con forma de sello, muestra en un disco o círculo de gules o rojo un leopardo pasante de oro (amarillo o dorado) y sable (negro). El leopardo está sobre el suelo, representado de oro, y delante de siete montañas nevadas representadas de plata (blancas).
En la parte exterior del escudo figura un borde de plata con ornamentos de sable a su alrededor. En el interior de este borde puede leerse: "República de Osetia del Sur" en osetio (en la parte superior) “РЕСПУБЛИКАЕ ХУССАР ИРБІСТОН” y en ruso (en la parte inferior) “РЕСПУБЛИКА ЮЖНАЯ ОСЕТИЯ”. Las dos inscripciones están separdas por dos elementos circulares compuestos de tres trazos: de plata, de oro y de gules que están colocados en sentido contrario a las agujas de un reloj.